# Aminocyclopyrachlor
Aminocyclopyrachlor ist eine chemische Verbindung der Stoffgruppe der Pyrimidine.

## Eigenschaften
Aminocyclopyrachlor ist ein weißer kristalliner Feststoff mit charakteristischem Geruch. Es ist eine schwache Säure.

## Verwendung
Aminocyclopyrachlor, sein Kaliumsalz und sein Methylester werden als Herbizid verwendet. Es ähnelt strukturell Aminopyralid und wurde von DuPont entwickelt. Die Zulassung in den USA erfolgte 2010. Die Wirkung beruht auf der Beeinflussung des Auxins. Die Verbindung wurde 2005 von der EFSA bewertet. 2011 berichtete die New York Times, dass Aminocyclopyrachlor für das Absterben von Nadelbäumen verantwortlich gemacht wird. In der Europäischen Union und in der Schweiz ist Aminocyclopyrachlor nicht als Pflanzenschutzwirkstoff zugelassen.